# We Could Be the Same
We Could Be The Same (тур. Aynı Olabiliriz, рус. Мы могли бы быть такими же) — песня, с которой группа maNga представляла Турцию на конкурсе Евровидение-2010 в Осло, где в финале заняла второе место.

## Выбор
Сразу после объявления участника от Турции на конкурс Евровидение-2010, группа maNga приступила к работе над песней. В феврале maNga представила TRT три песни на английском языке. 3 марта телеканал объявил, что группа отправится в Осло с песней «We Could Be The Same».

## Клип
В тот же день, 3 марта, вышел официальный музыкальный клип, снятый на борту нефтяного танкера, проплывающего через Босфор.

## Список композиций
| №  | Название               | Длительность |
| -- | ---------------------- | ------------ |
| 1. | «We Could Be The Same» | 3:01         |

## История издания
| Регион    | Дата         | Формат            | Лейбл                    |
| --------- | ------------ | ----------------- | ------------------------ |
| Различный | 3 марта 2010 | Цифровая загрузка | Sony Music Entertainment |
| Различный | 20 мая 2010  | CD                | Sony Music Entertainment |

## Евровидение-2010
Турция выступала во втором полуфинале. Получив 118 очков и заняв первое место, группа maNga прошла в финал, где получила 170 очков в голосовании и заняла второе место, уступив Германии.

## Чарты
| Чарт (2010)                       | Высшая позиция |
| --------------------------------- | -------------- |
| Швеция (Sverigetopplistan)        | 29             |
| Швейцария (Schweizer Hitparade)   | 56             |
| Turkey (Turkish Singles Chart)    | 1              |
| United Kingdom (UK Singles Chart) | 129            |